# Terminal container d'Athus
Le terminal container d'Athus (abbrévié TCA) est une entreprise de gestion, de transport et de stockage de conteneurs située dans la localité belge d'Athus, dans la ville d'Aubange, en province de Luxembourg, à quelques mètres du tripoint Belgique-France-Luxembourg sur le site du pôle européen de développement.
Il fut créé le 12 janvier 1979 par l'intercommunale IDELUX afin de relancer l'économie et l'emploi dans la région, après la crise de la sidérurgie dans le bassin lorrain et la fermeture de l'usine sidérurgique d'Athus.
C'est le plus grand port sec de Belgique et une plate-forme de correspondance internationale de transport intermodal de conteneurs. Il est situé au cœur de la Grande Région, à l'extrémité sud de la ligne ferroviaire Athus-Meuse qui le connecte aux ports de la Mer du Nord tels qu'Anvers, Rotterdam et Zeebruges et, depuis peu, à la Méditerranée à la suite de la création d'une ligne directe vers la France.

## Histoire

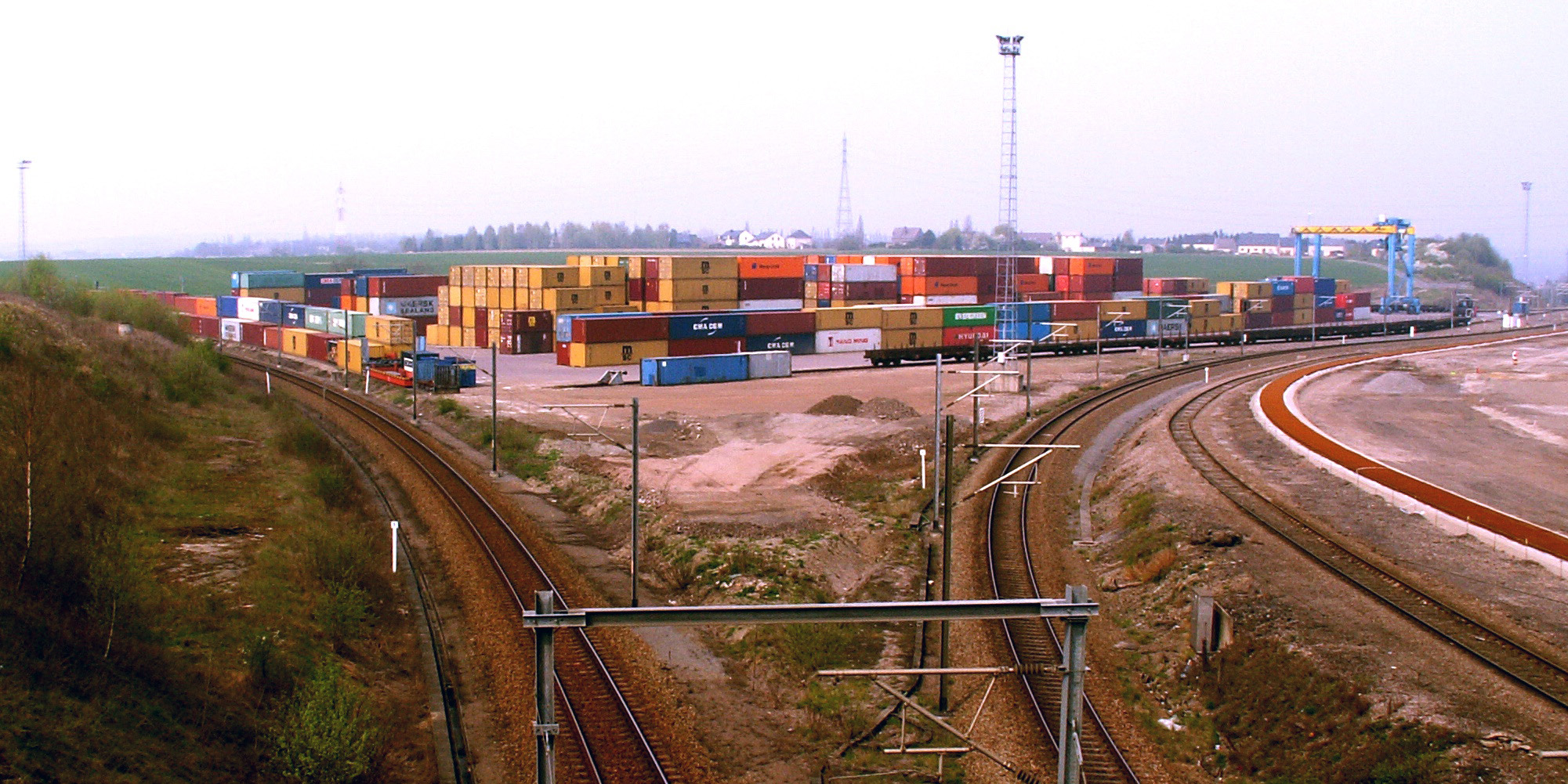
Le Terminal Container en 2007.

### Contexte
À la suite de la crise de la sidérurgie dans le bassin lorrain, les autorités locales souhaitaient relancer l'économie de la région après la fermeture de l'usine d'Athus en 1977 qui plongea la cité dans le chômage et la crise sociale. Diverses entreprises furent invitées à s'installer à Athus et dans les alentours via la reconversion de certains anciens sites industriels en nouvel emplacements, le tout centré autour du Pôle européen de développement dont l'agglomération compte environ 150 000 habitants. 

### Création

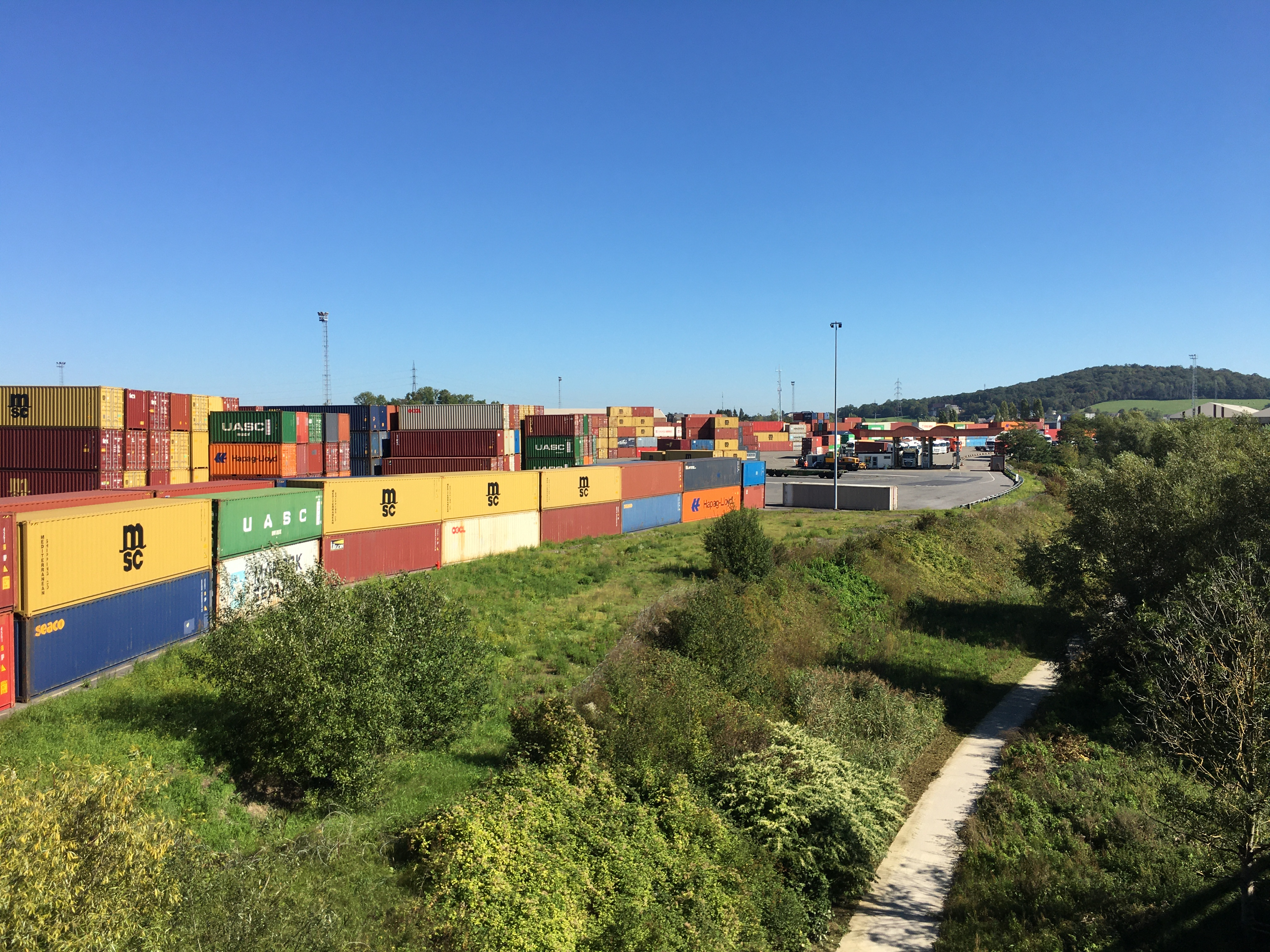
Le TCA s'étendant le long de la Chiers, sur le site de l'ancienne usine d'Athus.

L’intercommunale belge IDELUX créa le Terminal Container d'Athus (TCA) en 1979, sur le site de l'ancienne usine sidérurgique, juste à côté du tripoint Belgique-France-Luxembourg, le long de la Chiers. 
La première année, 2 030 conteneurs furent traités sur une surface exploitable de 1,5 ha. Des investissements supplémentaires firent passer la superficie du terminal à 3 ha en 1983 puis à plus de 6 ha en 1992.
Les années 1999 et 2000 voient une progression importante des investissements : 60 000 conteneurs sont ainsi traités sur une capacité de 80 000, et la superficie s’élève à 11 ha. En 2006, à la suite de nouveaux investissements de(4 000 000 euros), le Terminal container connaît une nouvelle hausse de sa superficie, portée à 15 ha et porte sa capacité de traitement de conteneurs à 120 000 conteneurs par an. 
En mars 2007, le TCA voit passer son millionième conteneur. En 2012, le terminal s'étend une nouvelle fois sur 18 ha dont 5 000 m2 d'entrepôts. L'année suivante, il commence son activité d'empotage. En 2015, les activités de traction ferroviaires sont transférées de la gare d'Athus au terminal container, qui les assurent depuis lors. 
En 2019, le terminal acquiert 102 wagons porte-conteneurs et, en 2020 le projet visant à reconnecter le TCA au réseau ferroviaire français voit le jour, avec la création de 850 mètres de liaison ferroviaire entre Athus et Mont-Saint-Martin sous l'Avenue de l'Europe.
En mai 2022 IDELUX annonce un plan d'extension du terminal en vue de tripler l'activité. Cela engendrera, entre autres, la destruction du musée Athus et l'acier.
Le 6 septembre 2023 une connexion hebdomadaire est créée jusqu'à Bâle, en Suisse à la suite de la création de la liaison ferroviaire entre Athus et la France, ainsi que de la création, la même année, d'un opérateur ferroviaire privé TCA Rail, disposant de ses propres locomotives et wagons afin d'opérer jusqu'à 50% des transports par train depuis et vers le terminal.

## Activité

### Conteneurs
Le TCA est spécialisé dans la gestion de conteneurs multimodal par rail et par route depuis la mer du Nord (principalement les ports d'Anvers, Rotterdam et de Zeebruges via la ligne ferroviaire « Athus - Meuse » notamment) vers l'arrière-pays européen (France, Allemagne, Luxembourg). Il propose l'emballage, le stockage et la mise en conteneurs de marchandises et dispose, pour ce faire, d'entrepôts spécifique et d'un bureau de douanes.
Le TCA est membre de l'Union internationale des sociétés de transport combiné Rail-Route.

### TCA rail

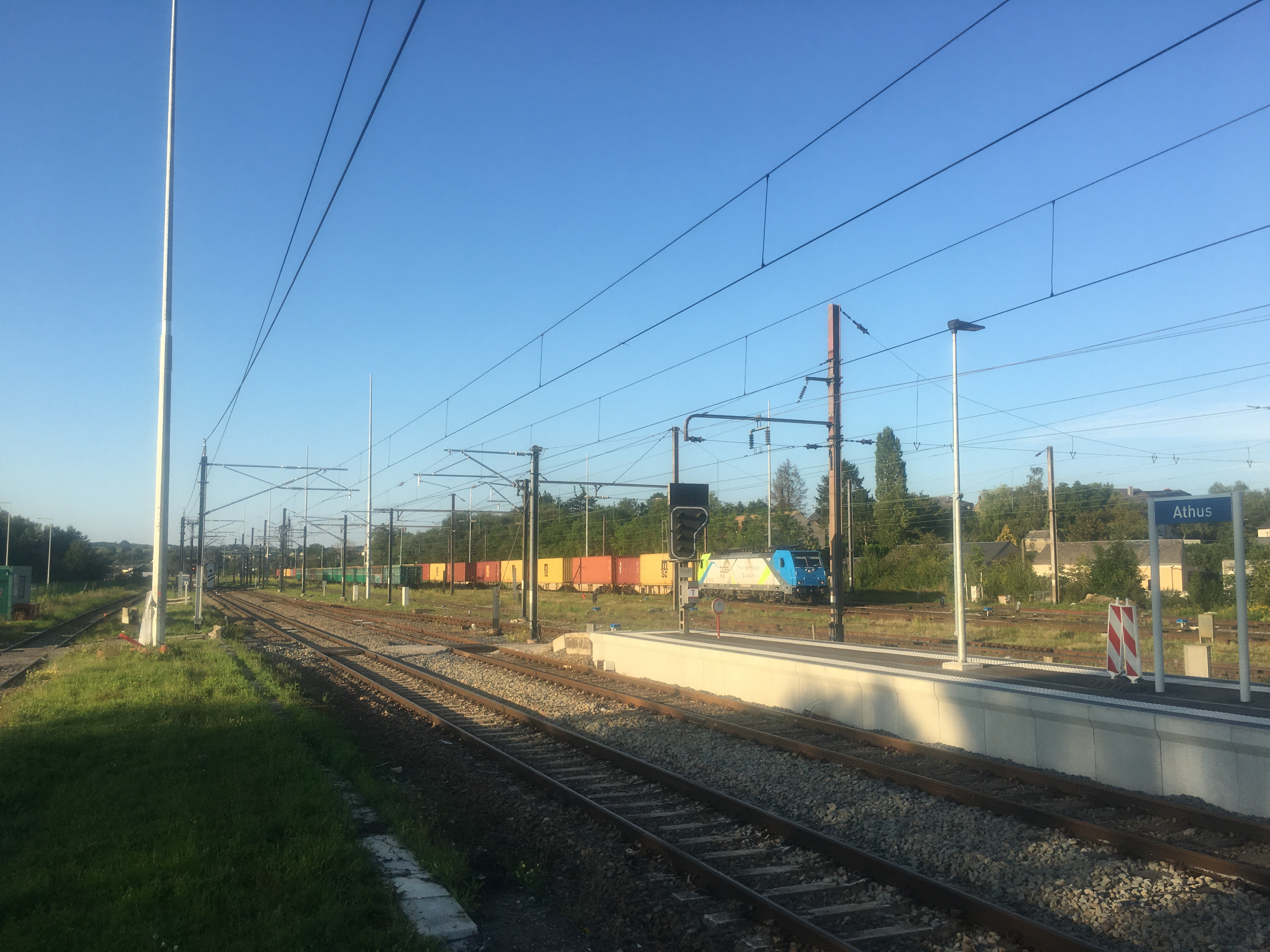
Une locomotive de la société TCA Rail en gare d'Athus.

Le 6 février 2023, le TCA décide de créer sa propre société ferroviaire, nommée TCA Rail. Cette nouvelle société anonyme dispose de locomotives et de wagons porte-conteneurs afin d'assurer ses propres trains vers et depuis le Terminal. En Belgique, ces trains circulent sur le réseau géré par Infrabel.

### Impact écologique et économique
En 2023, 1 200 trains relient Athus à Anvers, chaque année. Un train pouvant remplacer entre 50 et 60 camions, cela représente une réduction d'environ 75000 camions par an sur les routes et une économie d'environ 18 000 tonnes de dioxyde de carbone par train, par rapport à un camion. Grâce au ferroutage, le TCA propose aux entreprises de la région du « door-to-door », en faisant le gros du trajet par rail et le reste, jusqu'au client, par route.
Depuis sa création, le TCA ne cessa d'accroitre son activité, reconstruisant petit à petit la renommée internationale et commerciale de la ville d'Athus après la crise de la sidérurgie dans le bassin lorrain et la fermeture de son usine sidérurgique en 1977, sur le site de laquelle le TCA est implanté aujourd'hui. En 2023, il emploie 50 équivalents temps-plein.

## Situation

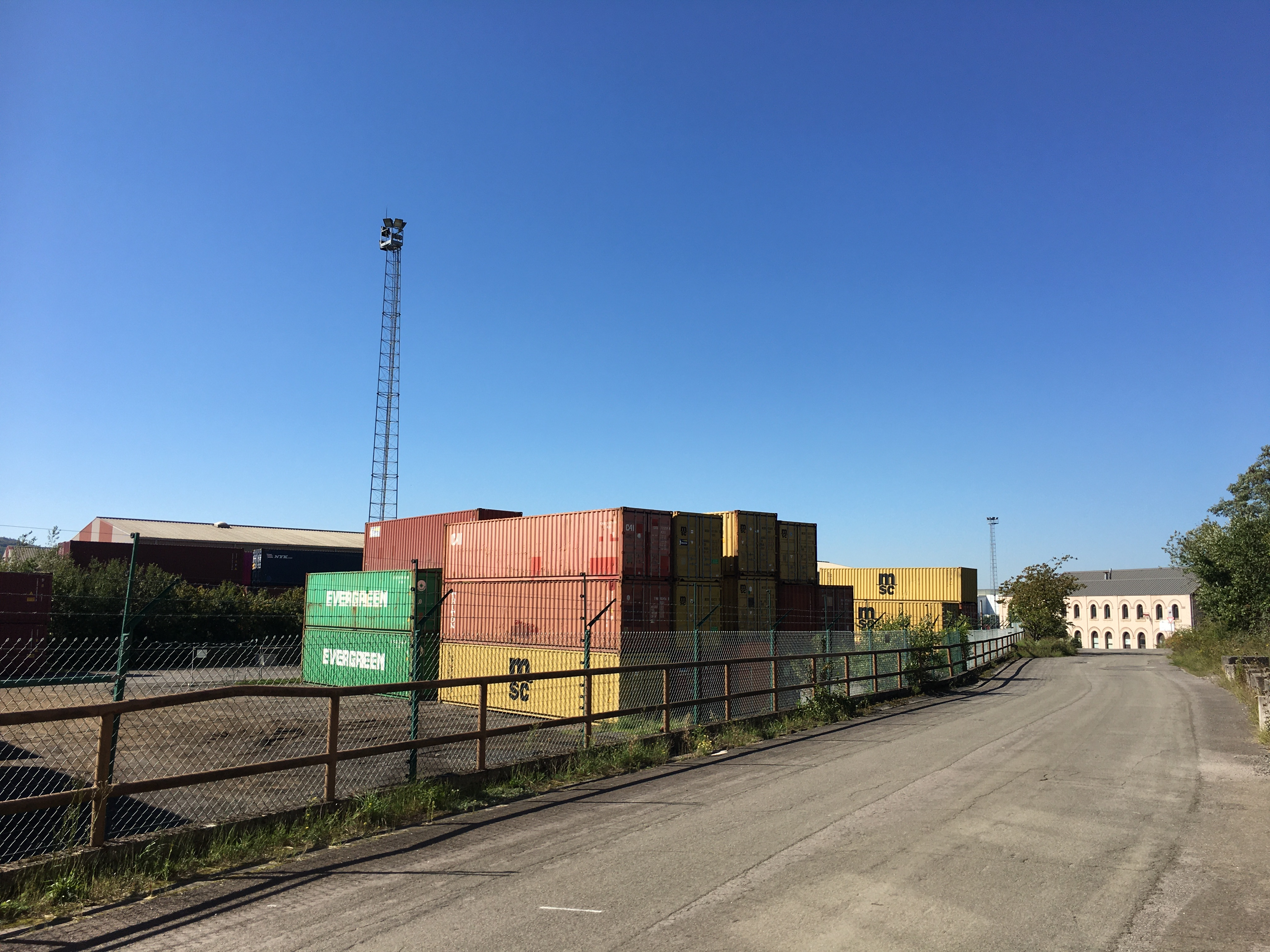
Le Terminal container a investi le site de l'ancienne usine d'Athus depuis 2021 en vue de son extension à l’horizon 2030.

Le terminal est situé au sud de la cité d'Athus, dans la ville d'Aubange, à quelques mètres du tripoint Belgique-France-Luxembourg, délimitant les frontières françaises et luxembourgeoises.
Il occupe le site de l'ancienne usine sidérurgique d'Athus, le long de l'avenue de l'Europe, au cœur de l'espace économique du Pôle Européen de Développement et de son agglomération urbaine, elle-même située au centre de la Grande Région.
En 2023, le site du TCA s'étend sur 170 000 m2 et dispose d'une capacité de stockage de plus de 5000 conteneurs de vingt pieds. Il dispose également de 4 000 mètres de voies ferrées permettant le traitement simultané de 6 trains sur le terminal ainsi que de 18 000 m2 d’entrepôts logistiques.

## Accès

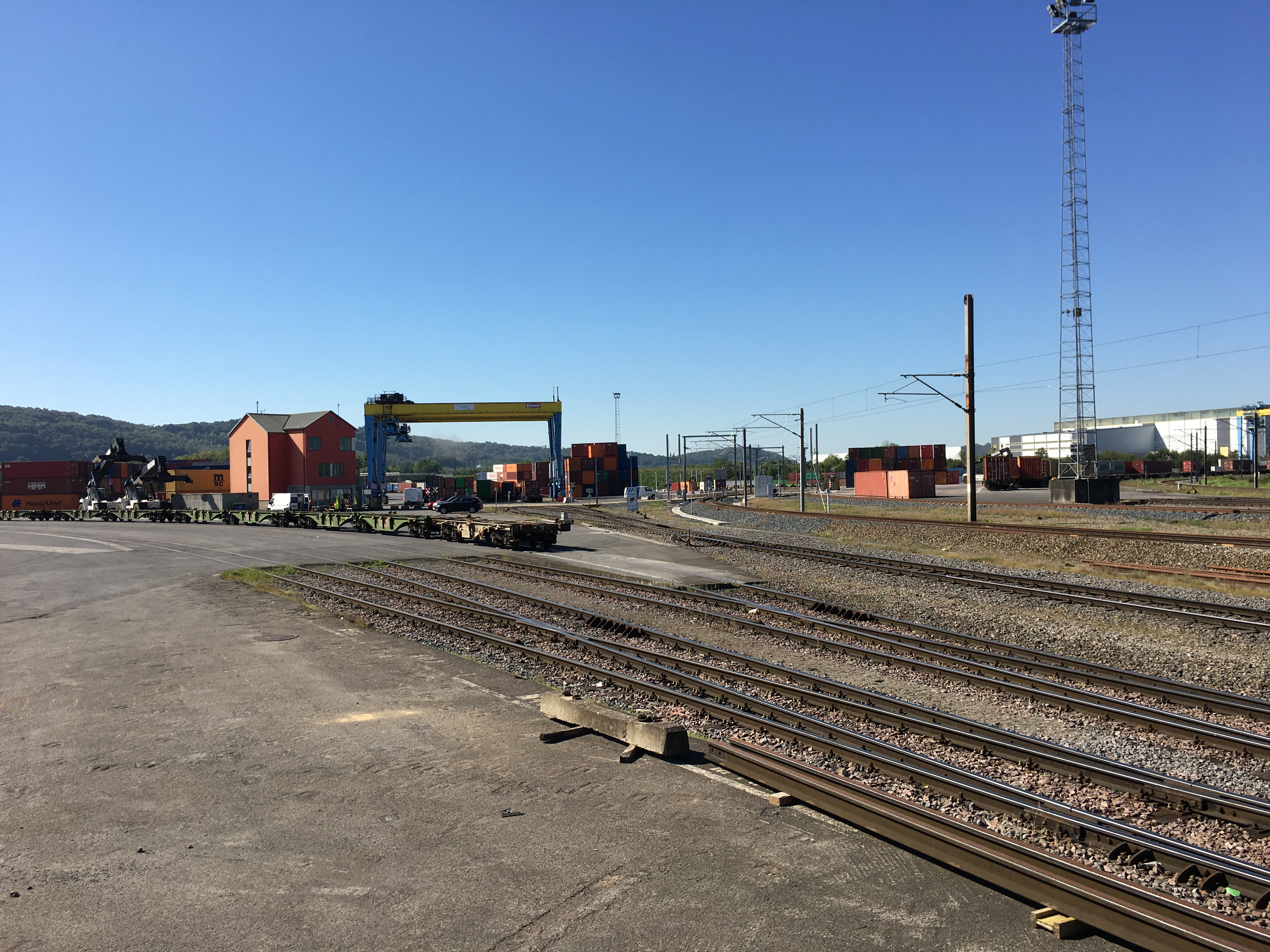
Le terminal et ses voies vers la gare d'Athus.

### Rail
- Belgique :
  - La ligne 165 entre Athus et Libramont : l'un des tronçons de la ligne dite « Athus Meuse », qui est une ligne essentiellement orientée vers le transport de fret, reliant le nord et le sud pays.
  - La ligne 167 entre Autelbas (Arlon), Athus et Rodange (Luxembourg) : Elle le relie d'une part au réseau des chemins de fer luxembourgeois et d'autre part à la grande ligne 162) entre Bruxelles et Luxembourg-Ville.
  - La ligne 171 entre Athus et Longwy (FR) : Elle le connecte au réseau des chemins de fer français,

- France :
  - Ligne de Longuyon à Mont-Saint-Martin (vers Athus)

- Luxembourg :
  - Ligne 6g
  - Ligne 6h
  - Ligne 6j

### Route
Les routes principales connectant le Terminal Container d'Athus sont : 
- Belgique : 
  - L'E411, vers Bruxelles via l'A28 et Luxembourg-ville via l'A4.
  - La N88, vers Virton.
  - La N830, dont le tronçon de l'Avenue de l'Europe le long du tripoint Belgique-France-Luxembourg.

- France
  - La RN 52, devenant l'A30 vers Metz et Nancy.

- Luxembourg
  - L'A13, vers Esch-sur-Alzette et l'autoroute allemande 8 à Schengen.

A noter également que le TCA se trouve à une trentaine de kilomètres de l'aéroport de Luxembourg-Findel (5e aéroport européen et 28e mondial en termes de transport de fret) et à une centaine de celui de Metz-Nancy-Lorraine.

## Événements

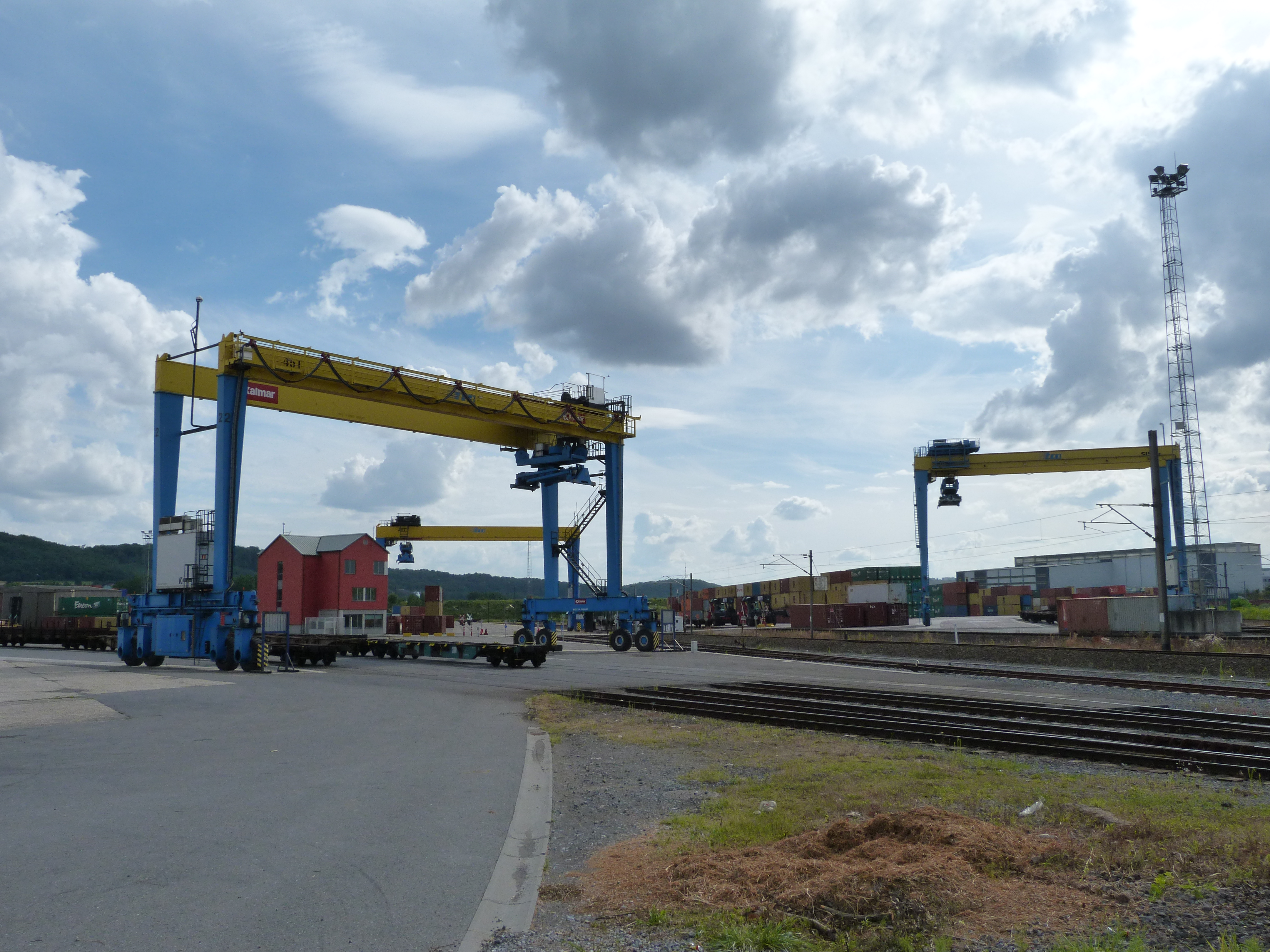
Les ponts roulants du Terminal container.

### 2007: Le Pôle européen culturel (PEC)
En 2007, un théâtre construit avec des conteneurs provenant du TCA et nommé Pôle Européen Culturel (PEC) est implanté juste à côté du terminal, sur le site de l'ancienne usine sidérurgique et ce pour une durée de 3 mois. De nombreuses activités y furent proposées comme des concerts, des projections cinématographiques ou des représentations théâtrales. Le projet, pour le moins original, se solda néanmoins par un déficit.